# 키어런 티어니
키어런 티어니(Kieran Tierney, 1997년 6월 5일 ~ )는 스코틀랜드의 축구 선수이다. 포지션은 레프트백이며, 셀틱과 스코틀랜드 국가대표에서 활약하고 있다.